# Heinz Robert Schlette
Heinz Robert Schlette (Wesel, 28 luglio 1931) è un filosofo e teologo tedesco.

## Biografia
Schlette ha conseguito il dottorato in filosofia e teologia cattolica. Dal 1962 è stato professore di filosofia alla Università di Bonn. Si è ritirato dall'insegnamento nel 1996, diventando professore emerito. Schlette ha pubblicato opere di teologia, filosofia, politica e cultura. In campo filosofico, ha dedicato particolare attenzione all'opera dei filosofi francesi Simone Weil e Albert Camus. Si è occupato inoltre del filosofo rumeno Emil Cioran.

## Libri pubblicati
- Die Religionen als Thema der Theologie, Herder, Freiburg, 1963 (in italiano:Le religioni come tema della teologia, Morcelliana, Brescia, 1968).
- Aporie und Glaube, München, 1970.
- Skeptische Religionsphilosophie, Freiburg,1972.
- Glaube und Distanz, Düsseldorf, 1981.
- Der moderne Agnostizismus, München, 1985.
- Kleine Metaphysik, Frankfurt, 1990.
- Konkrete Humanität, Frankfurt, 1991.
- Die Weltseele, Frankfurt, 1993.
- Der Sinn der Geschichte von morgen. Albert Camus’ Hoffnung, Frankfurt, 1995.
- Die Verschiedenheit der Wege. Schriften zur „Theologie der Religionen“ (1959–2006), Bonn, 2009.
- Elend, Blume und Stern. Kleine Schriften zur Kultur, Königswinter, 2010.
- Notwendige Verneinungen. Auf der Suche nach Gültigem, Königswinter, 2011.
- Existenz im Zwielicht. Notierungen in philosophischer Absicht (1965–1999), Berlin, 2014